# 古川為之
古川 為之（ふるかわ ためゆき、1944年2月5日 - ）はヘラルドコーポレーション代表取締役会長、日米映画文化協会理事、東京国際映像文化振興会評議員。愛知県出身。

## 経歴
1966年に慶應義塾大学法学部を卒業と同時にコマ・スタジアムに入社。1969年に家族が経営するヘラルドグループの直営会社・ヘラルド・フーヅに移籍し、1970年にグループの常務取締役となる。1979年に代表取締役副社長に就任、また名古屋青年会議所第4代理事長も務めた。1986年7月12日に父・勝巳が亡くなり代表取締役社長となり跡を継ぐ。1987年に日本ヘラルド映画を除く全ヘラルドの会社を合併しヘラルドコーポレーションを設立し初代社長となる。

## 家族
- 古川為三郎（祖父・日本ヘラルド映画名誉会長）
- 古川勝巳（父親・日本ヘラルド映画初代代表取締役社長）
- 古川博三（三弟・日本ヘラルド映画3代目代表取締役社長）